# Acemetacin
Acemetacin là một thuốc chống viêm non-steroid, là một Glycolic acid ester của Indometacin. Thuốc được sản xuất bởi Merck dưới tên thương mại là Emflex®, và được bán theo đơn tại Anh quốc. Thuốc dùng để điều trị các chứng viêm và đau, đặc biệt là liên quan đến hệ cơ xương. Acemetacin có hoạt tính giảm đau, kháng viêm và kháng bệnh thấp.

### Liều lượng
Chế phẩm: viên nang 60 mg
Tuỳ theo độ trầm trọng và bản chất của bệnh, liều dùng cho người lớn là mỗi lần 1 viên nang 60 mg x 1-3 lần/ngày. 
Đối với đợt cấp của bệnh thống phong liều là 180 mg acemetacin/ngày trong một thời gian ngắn khi bắt đầu điều trị.
Đối với các bệnh nhân không bị rối loạn tiêu hoá có thể tăng liều lên 300 mg acemetacin/ngày.
Đối với các triệu chứng trầm trọng, có thể tăng liều hàng ngày lên liều tối đa 600 mg acemetacin trong một thời gian ngắn.
Cách dùng: nên nuốt trọn viên trong bữa ăn với một ít nước.